# Elecciones municipales de Chachapoyas de 1966
Las elecciones municipales de Chachapoyas de 1966 se llevaron a cabo el 13 de noviembre de 1966 para elegir al alcalde y al Concejo Provincial de Chachapoyas para el periodo 1967-1969. La elección se celebró simultáneamente con elecciones municipales (provinciales y distritales) en todo el Perú.
La Alianza AP-DC reafirmó su dominio político al asegurar una victoria clara que llevó a Augusto Pizarro Santillán a ocupar la alcaldía de Chachapoyas. Este resultado representó un aumento en el apoyo electoral en comparación con la elección anterior, ampliando la ventaja sobre la Coalición APRA-UNO la cual, liderada nuevamente por Manuel Muñoz como candidato, experimentó una leve disminución en su respaldo popular, aunque logró mantener la misma representación en el Concejo Provincial que en las elecciones anteriores.
En los comicios distritales, la Alianza también se consolidó como la agrupación con mayor respaldo, obteniendo el gobierno de 10 comunas. A pesar de un retroceso en el apoyo electoral, la Coalición conservó el mismo número de alcaldías distritales conseguidas en las elecciones de 1963, incluyendo las de Leimebamba y Chuquibamba, los distritos con la mayor cantidad de votantes registrados en la provincia.

## Sistema electoral
La Municipalidad Provincial de Chachapoyas es el órgano administrativo y de gobierno de la provincia de Chachapoyas. Está compuesta por el alcalde y el Concejo Provincial.
La votación del alcalde y el concejo se realiza en base al sufragio universal alfabeto, que comprende a todos los ciudadanos nacionales y no nacionales mayores de veintiún años, empadronados y residentes en la provincia de Chachapoyas y en pleno goce de sus derechos políticos.
El Concejo Provincial de Chachapoyas está compuesto por 14 concejales elegidos por sufragio directo para un período de tres (3) años, en forma conjunta con la elección del alcalde (quien lo preside). La votación es por lista cerrada y bloqueada. Se asigna a cada lista los escaños según el método d'Hondt.

## Composición del Concejo Provincial de Chachapoyas
La siguiente tabla muestra la composición del Concejo Provincial de Chachapoyas antes de las elecciones.
| Partidos | Partidos                                                    | Concejales |
| -------- | ----------------------------------------------------------- | ---------- |
|          | Alianza Acción Popular - Democracia Cristiana               | 7          |
|          | Coalición Partido Aprista Peruano - Unión Nacional Odriísta | 7          |

## Partidos y candidatos
A continuación se muestra una lista de los principales partidos y alianzas electorales que participaron en las elecciones:
| Candidatura | Candidatura | Partidos y alianzas | Candidatos | Candidatos                       | Ideología                                           | Resultado previo | Resultado previo | Ref. |
| Candidatura | Candidatura | Partidos y alianzas | Candidatos | Candidatos                       | Ideología                                           | Votos (%)        | Con.             | Ref. |
| ----------- | ----------- | --- | ---------- | -------------------------------- | --------------------------------------------------- | ---------------- | ---------------- | ---- |
|             | AP–DC       | Lista - Alianza Acción Popular - Democracia Cristiana (AP–DC) – Acción Popular (AP) – Partido Demócrata Cristiano (DC)                          |            | Augusto Pizarro Santillán        | Liberalismo Humanismo Democracia cristiana          | 50.89%           | 7                |      |
|             | APRA–UNO    | Lista - Coalición Partido Aprista Peruano - Unión Nacional Odriísta (APRA–UNO) – Partido Aprista Peruano (APRA) – Unión Nacional Odriísta (UNO) |            | Manuel Muñoz Chacón              | Aprismo Conservadurismo social Populismo de derecha | 49.11%           | 7                |      |
|             | IND         | Lista - Lista Independiente Amigos del Progreso                                                                                                 |            | Isabel Cachay Solsol de Alvarado | Localismo chachapoyano                              | Nuevo            | Nuevo            |      |

## Resultados

### Sumario general
|                        |                                                                        |              |              |              |            |            |
| Partidos y coaliciones | Partidos y coaliciones                                                 | Voto popular | Voto popular | Voto popular | Concejales | Concejales |
| Partidos y coaliciones | Partidos y coaliciones                                                 | Votos        | %            | ±pp          | Total      | +/−        |
|                        | Alianza Acción Popular - Democracia Cristiana (AP–DC)                  | 2,351        | 51.12        | +0.23        | 7          | ±0         |
|                        | Coalición Partido Aprista Peruano - Unión Nacional Odriísta (APRA–UNO) | 2,096        | 45.58        | –3.53        | 7          | ±0         |
|                        | Lista Independiente Amigos del Progreso                                | 152          | 3.31         | n/a          | 0          | ±0         |
|                        |                                                                        |              |              |              |            |            |
| Total                  | Total                                                                  | 4,599        |              |              | 14         | ±0         |
|                        |                                                                        |              |              |              |            |            |
| Votos válidos          | Votos válidos                                                          | 4,599        | 93.74        | +1.40        |            |            |
| Votos en blanco        | Votos en blanco                                                        | 204          | 4.16         | –0.28        |            |            |
| Votos nulos            | Votos nulos                                                            | 103          | 2.10         | –1.12        |            |            |
| Votos emitidos         | Votos emitidos                                                         | 4,906        | n/d          | n/d          |            |            |
| Abstenciones           | Abstenciones                                                           | n/d          | n/d          | n/d          |            |            |
| Votantes registrados   | Votantes registrados                                                   | n/d          |              |              |            |            |
|                        |                                                                        |              |              |              |            |            |
| Fuente:                |                                                                        |              |              |              |            |            |

### Concejo Provincial de Chachapoyas
| Cargo                              | Autoridad electa            | Partido político | Partido político   |
| ---------------------------------- | --------------------------- | ---------------- | ------------------ |
| Alcalde Provincial de Chachapoyas  | Augusto Pizarro Santillán   |                  | Alianza AP-DC      |
| Concejal Provincial de Chachapoyas | Esteban Tuesta López        |                  | Alianza AP-DC      |
| Concejal Provincial de Chachapoyas | Segundo Torres Pastor       |                  | Alianza AP-DC      |
| Concejal Provincial de Chachapoyas | Eleuterio Trigoso Santillán |                  | Alianza AP-DC      |
| Concejal Provincial de Chachapoyas | Julio Sánchez Zegarra       |                  | Alianza AP-DC      |
| Concejal Provincial de Chachapoyas | Artemio Burga Angulo        |                  | Alianza AP-DC      |
| Concejal Provincial de Chachapoyas | Julio Alcalde Lucero        |                  | Alianza AP-DC      |
| Concejal Provincial de Chachapoyas | César Alvarado Alvarado     |                  | Alianza AP-DC      |
| Concejal Provincial de Chachapoyas | Julio Díaz Aguilar          |                  | Coalición APRA-UNO |
| Concejal Provincial de Chachapoyas | Jesús Terán Barrantes       |                  | Coalición APRA-UNO |
| Concejal Provincial de Chachapoyas | José Tello Ruiz             |                  | Coalición APRA-UNO |
| Concejal Provincial de Chachapoyas | Justino Carrascal Rabanal   |                  | Coalición APRA-UNO |
| Concejal Provincial de Chachapoyas | César Silva Linares         |                  | Coalición APRA-UNO |
| Concejal Provincial de Chachapoyas | Juan Chávez Sánchez         |                  | Coalición APRA-UNO |
| Concejal Provincial de Chachapoyas | José Muñoz Valenzuela       |                  | Coalición APRA-UNO |

## Elecciones municipales distritales

### Sumario general
| Partidos y coaliciones | Partidos y coaliciones                                                 | Voto popular | Voto popular | Voto popular | Alcaldías | Alcaldías |
| Partidos y coaliciones | Partidos y coaliciones                                                 | Votos        | %            | ±pp          | Total     | +/−       |
| ---------------------- | ---------------------------------------------------------------------- | ------------ | ------------ | ------------ | --------- | --------- |
|                        | Alianza Acción Popular - Democracia Cristiana (AP–DC)                  | 1,443        | 49.08        | +2.57        | 10        | +1        |
|                        | Coalición Partido Aprista Peruano - Unión Nacional Odriísta (APRA–UNO) | 1,350        | 45.92        | –6.52        | 9         | ±0        |
|                        | Lista Independiente Amigos del Progreso                                | 147          | 5.00         | n/a          | 0         | ±0        |
|                        | Sin información disponible                                             | n/a          | n/a          | n/a          | 1         | n/a       |
|                        |                                                                        |              |              |              |           |           |
| Total                  | Total                                                                  | 2,940        |              |              | 20        | ±0        |
|                        |                                                                        |              |              |              |           |           |
| Votos válidos          | Votos válidos                                                          | 2,940        | 94.05        | +4.20        |           |           |
| Votos en blanco        | Votos en blanco                                                        | 116          | 3.71         | –3.42        |           |           |
| Votos nulos            | Votos nulos                                                            | 70           | 2.24         | –0.78        |           |           |
| Votos emitidos         | Votos emitidos                                                         | 3,126        | n/a          | n/a          |           |           |
| Abstenciones           | Abstenciones                                                           | n/d          | n/a          | n/a          |           |           |
| Votantes registrados   | Votantes registrados                                                   | n/d          |              |              |           |           |
|                        |                                                                        |              |              |              |           |           |
| Fuente:                |                                                                        |              |              |              |           |           |

### Resultados por distrito
Las siguientes tablas enumeran el control de los distritos de la provincia de Chachapoyas. El cambio de mando de una organización política se resalta del color de ese partido.
| Distrito                | Alcalde(sa) titular          | Partido político           | Partido político           | Alcalde(sa) electo(a)       | Partido político           | Partido político           |
| ----------------------- | ---------------------------- | -------------------------- | -------------------------- | --------------------------- | -------------------------- | -------------------------- |
| Asunción                | José Cruz Castillo Valera    |                            | Alianza AP-DC              | Fortunato Vargas Pilco      |                            | Coalición APRA-UNO         |
| Balsas                  | Guadalupe Zumaeta Alvarado   |                            | Alianza AP-DC              | Ramiro Diaz Rojas           |                            | Alianza AP-DC              |
| Cheto                   | Benedicto Santillán Zagaceta |                            | Alianza AP-DC              | German Trigoso Magallan     |                            | Alianza AP-DC              |
| Chiliquín               | José Mas Vela                |                            | Alianza AP-DC              | Felizandro Santillán Puerta |                            | Coalición APRA-UNO         |
| Chuquibamba             | Carlos Vega Rojas            |                            | Coalición APRA-UNO         | Félix Ocampo Navarro        |                            | Coalición APRA-UNO         |
| Granada                 | Pedro Mas Castillo           |                            | Coalición APRA-UNO         | Anatolio Lápiz Checan       |                            | Alianza AP-DC              |
| Huancas                 | Agustín Quistan Culqui       |                            | Alianza AP-DC              | Paulino Quistan Herrera     |                            | Alianza AP-DC              |
| La Jalca                | Pedro Culqui Huamán          |                            | Coalición APRA-UNO         | José Huamán Huamán          |                            | Alianza AP-DC              |
| Leimebamba              | José Vega Farge              |                            | Coalición APRA-UNO         | Aníbal Morocho Rodríguez    |                            | Coalición APRA-UNO         |
| Levanto                 | Artemio Cruz Culquiricra     |                            | Coalición APRA-UNO         | Benjamín Huamán Mejía       |                            | Coalición APRA-UNO         |
| Magdalena               | Vicente Tauma Cruz           |                            | Alianza AP-DC              | Felipe Ruiz Tello           |                            | Coalición APRA-UNO         |
| Mariscal Castilla       | Alfonso Gutiérrez Caman      |                            | Coalición APRA-UNO         | Leonidas Yoplac Montoya     |                            | Alianza AP-DC              |
| Molinopampa             | Juan Montoya Angulo          |                            | Alianza AP-DC              | Ricardo Rojas Oliva         |                            | Coalición APRA-UNO         |
| Montevideo              | Apolinar Llaja Vigo          |                            | Coalición APRA-UNO         | Alberto López Bazán         |                            | Alianza AP-DC              |
| Olleros                 | Sin información disponible   | Sin información disponible | Sin información disponible | Liberio Culqui Canlla       |                            | Alianza AP-DC              |
| Quinjalca               | Maximiliano Mas Valle        |                            | Coalición APRA-UNO         | Saúl Mirano Mas             |                            | Alianza AP-DC              |
| San Francisco de Daguas | Benjamín Rojas Tejada        |                            | Lista Independiente N° 5   | Ulises Chávez Guevara       |                            | Coalición APRA-UNO         |
| San Isidro de Maino     | Emiliano Castillo Inga       |                            | Coalición APRA-UNO         | Sin información disponible  | Sin información disponible | Sin información disponible |
| Soloco                  | Wilfredo Montoya Loja        |                            | Alianza AP-DC              | Manuel Chuqui Góngora       |                            | Alianza AP-DC              |
| Sonche                  | Gregorio Culqui Tejada       |                            | Alianza AP-DC              | Luz Valenzuela de Canlla    |                            | Coalición APRA-UNO         |